# Prionotus nudigula
Prionotus nudigula és una espècie de peix pertanyent a la família dels tríglids.

## Descripció
- Fa 35 cm de llargària màxima (normalment, en fa 22).[5][6][7]

## Depredadors
És depredat per Squatina guggenheim.

## Hàbitat
És un peix marí, demersal i de clima subtropical que viu entre 15-200 m de fondària.

## Distribució geogràfica
Es troba a l'Atlàntic sud-occidental: des del sud del Brasil fins a l'Argentina.

## Observacions
És inofensiu per als humans.